# Ouen Toro
Le Ouen Toro est une colline située à l'extrême sud de la péninsule de Nouméa en Nouvelle-Calédonie. Elle culmine à 132 mètres d'altitude et s'étend sur 63 hectares. Sur son domaine s'étend un parc naturel, le parc municipal du Ouen Toro – Albert Etuvé et Lucien Audet.

## Toponymie
Le nom de Ouen Toro provient de la langue nââ drubéa et signifie « colline aux bois de fer ».

## Géographie

### Géologie
Le sous-sol du Ouen Toro est composé de schistes, de calcaires, de grès, de silices de phtanites. Il est pauvre, friable et sensible à l'érosion. Sur la Côte Blanche, qui correspond au bord sud-est de la colline, de profondes crevasses peuvent être constatées.

### Végétation

#### Composition générale
Le parc du Ouen Toro est recouvert de végétation anthropisée ainsi que d'une forêt sclérophylle plus ou moins dégradée, dont environ 3 hectares de forêt sèche. Quelques zones sont engazonnées, à savoir les trois sommets de la colline et le talweg qui sépare les deux sommets les plus au sud, et constituent une voie d'accès depuis le parking de la Côte Blanche.

#### Espèces envahissantes
Des espèces envahissantes sont présentes sur l'ensemble du Ouen Toro, notamment Leucaena leucocephala (faux mimosa), Schinus terebinthifolius (faux poivrier) et Passiflora suberosa.

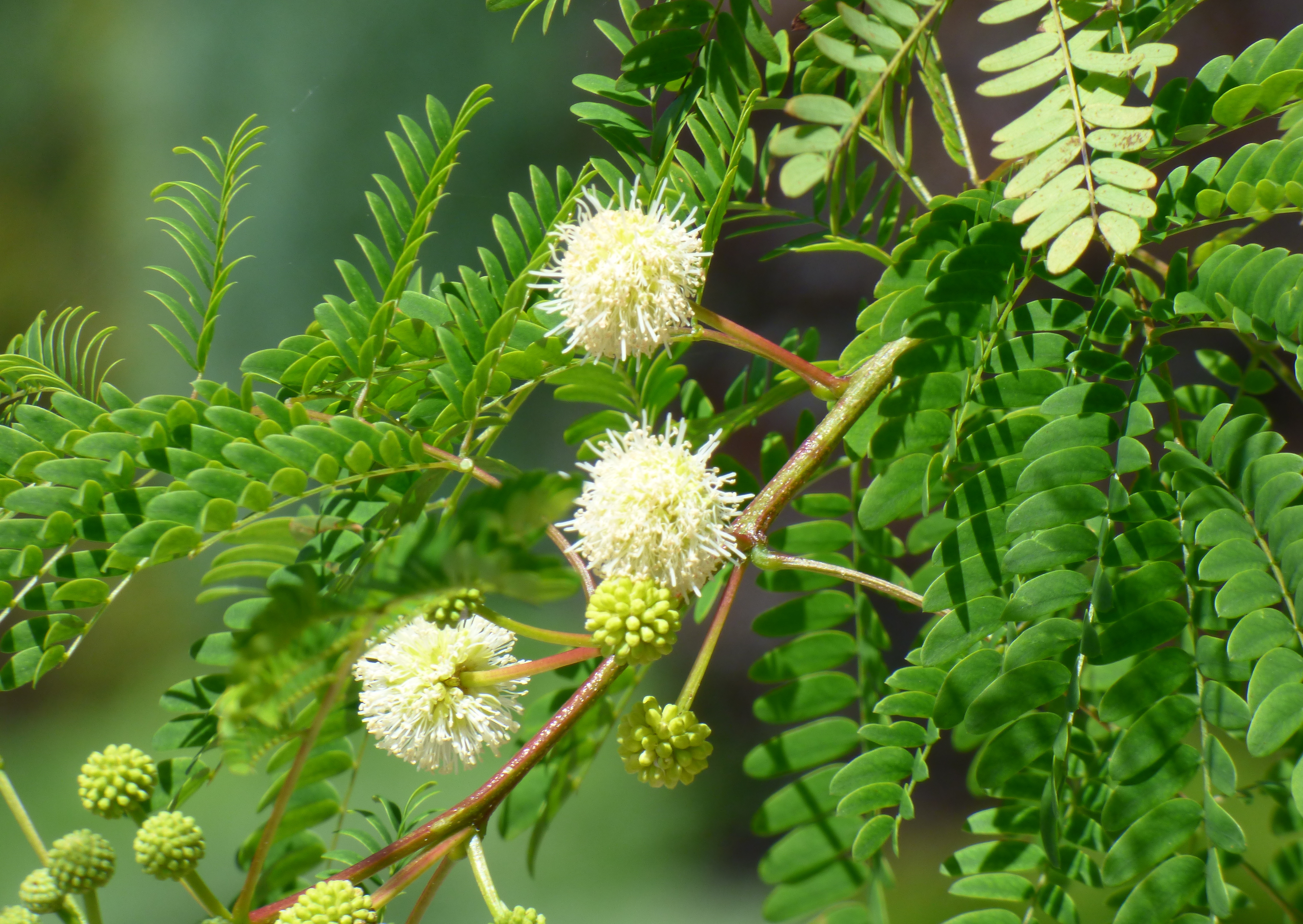
Leucaena leucocephala.
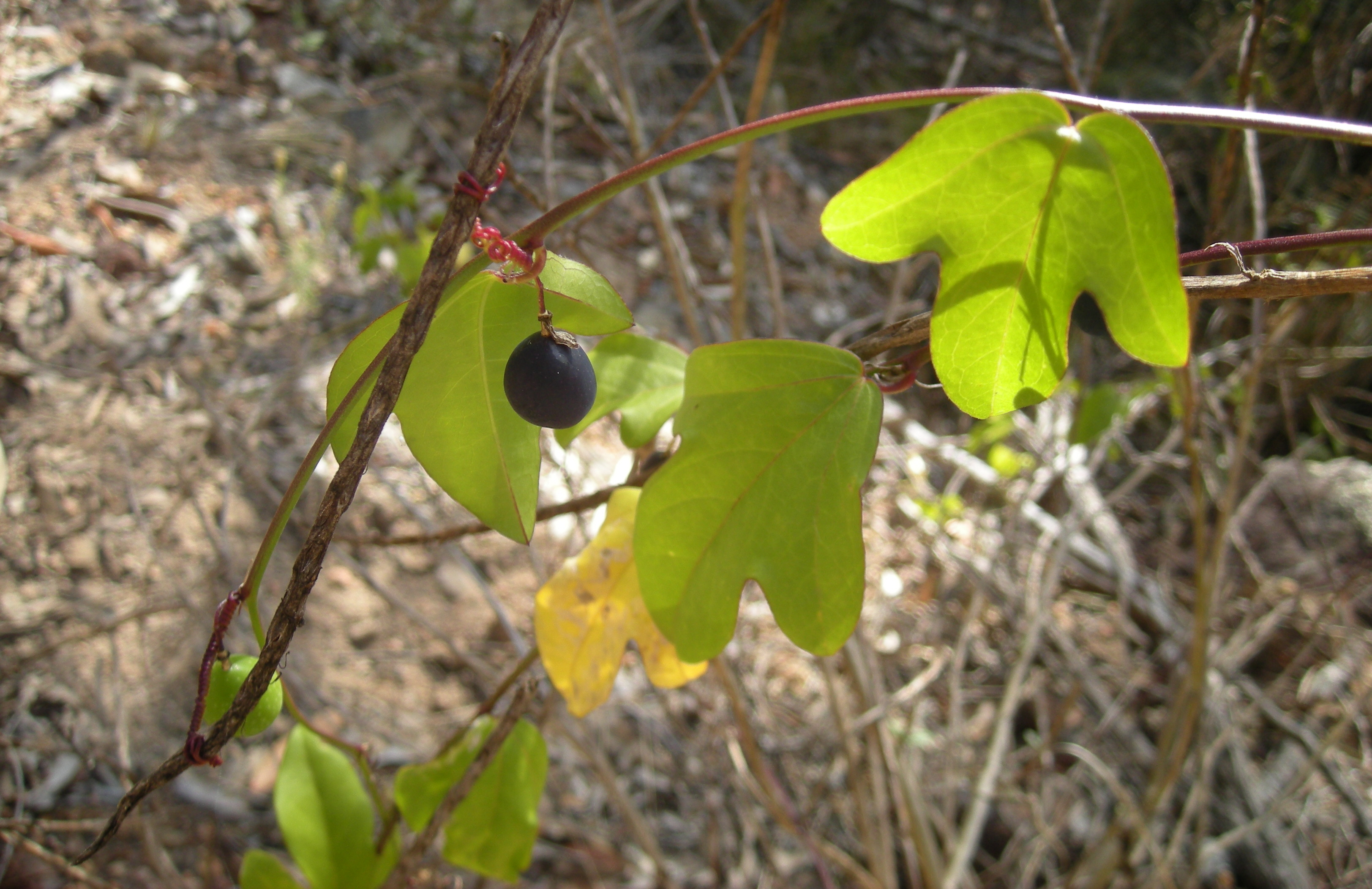
Passiflora suberosa.
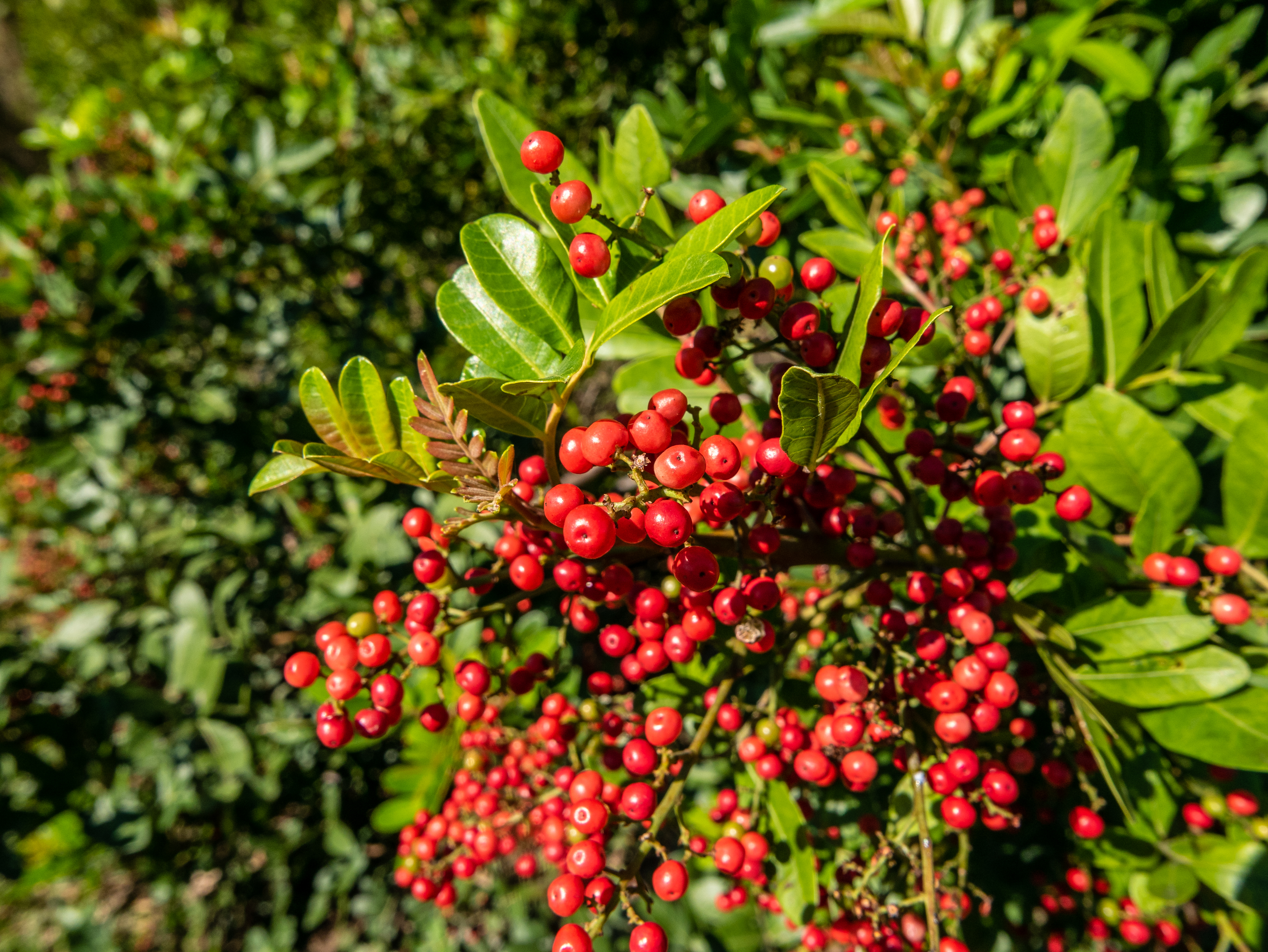
Schinus terebinthifolius.

#### Forêt sèche
Les portions de forêt sèche présentes sur le Ouen Toro sont composées de 35 espèces dont 18 sont endémiques et 4 menacées d’extinction d'après la liste rouge de l'Union internationale pour la conservation de la nature (UICN). Son taux d'endémisme est de 36,5 %. Le Ouen Toro abrite notamment les espèces rares et menacées Albizia guillainii et Ancistrachne numaeensis, ainsi qu'Emmenosperma pancherianum.
La fréquentation humaine intensive participe à la dégradation de la forêt.

## Histoire

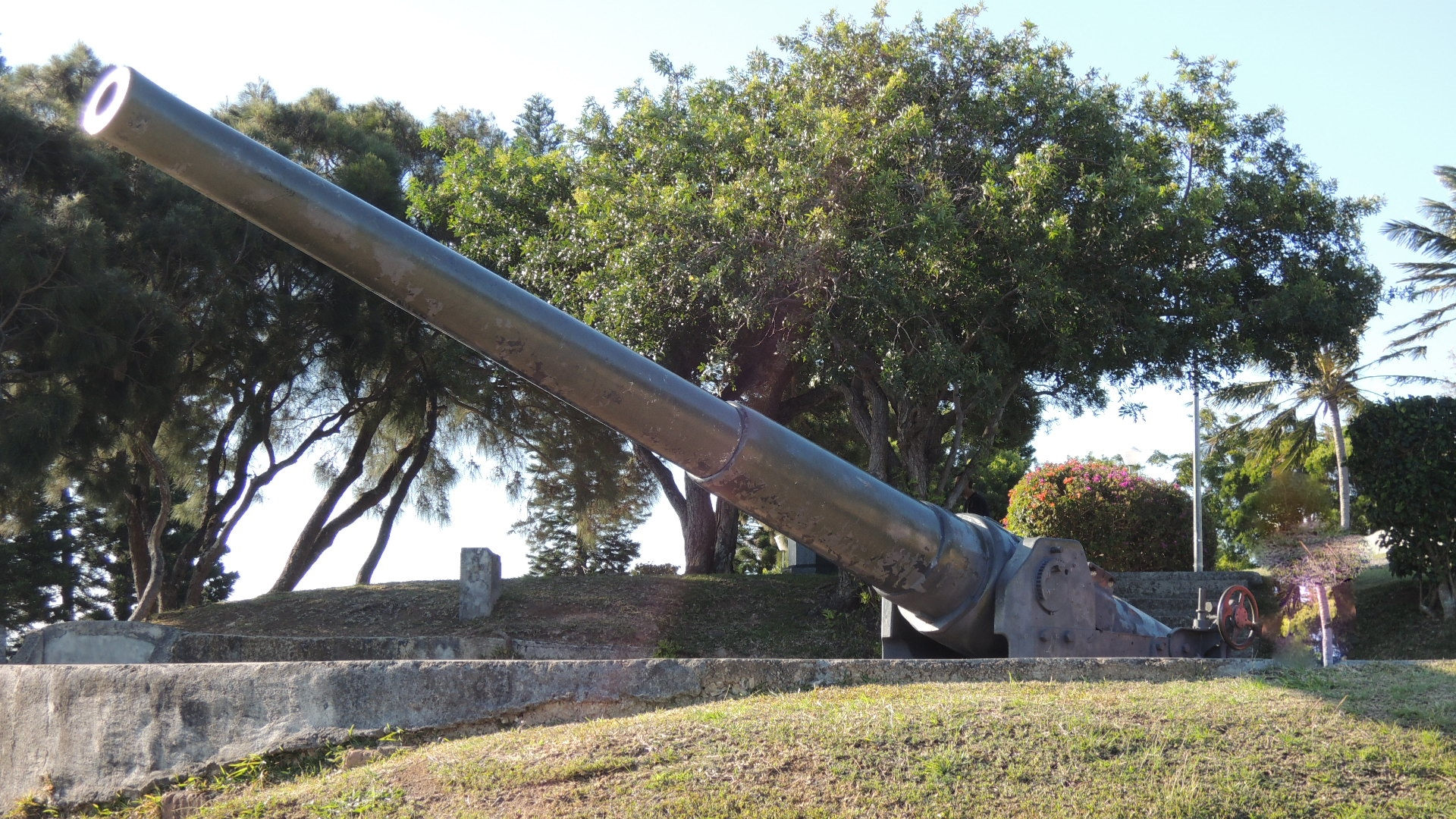
Un des canons du Ouen Toro.

Une base militaire s'est installée au Ouen Toro en 1891. Une batterie s'y est installée un an plus tard.

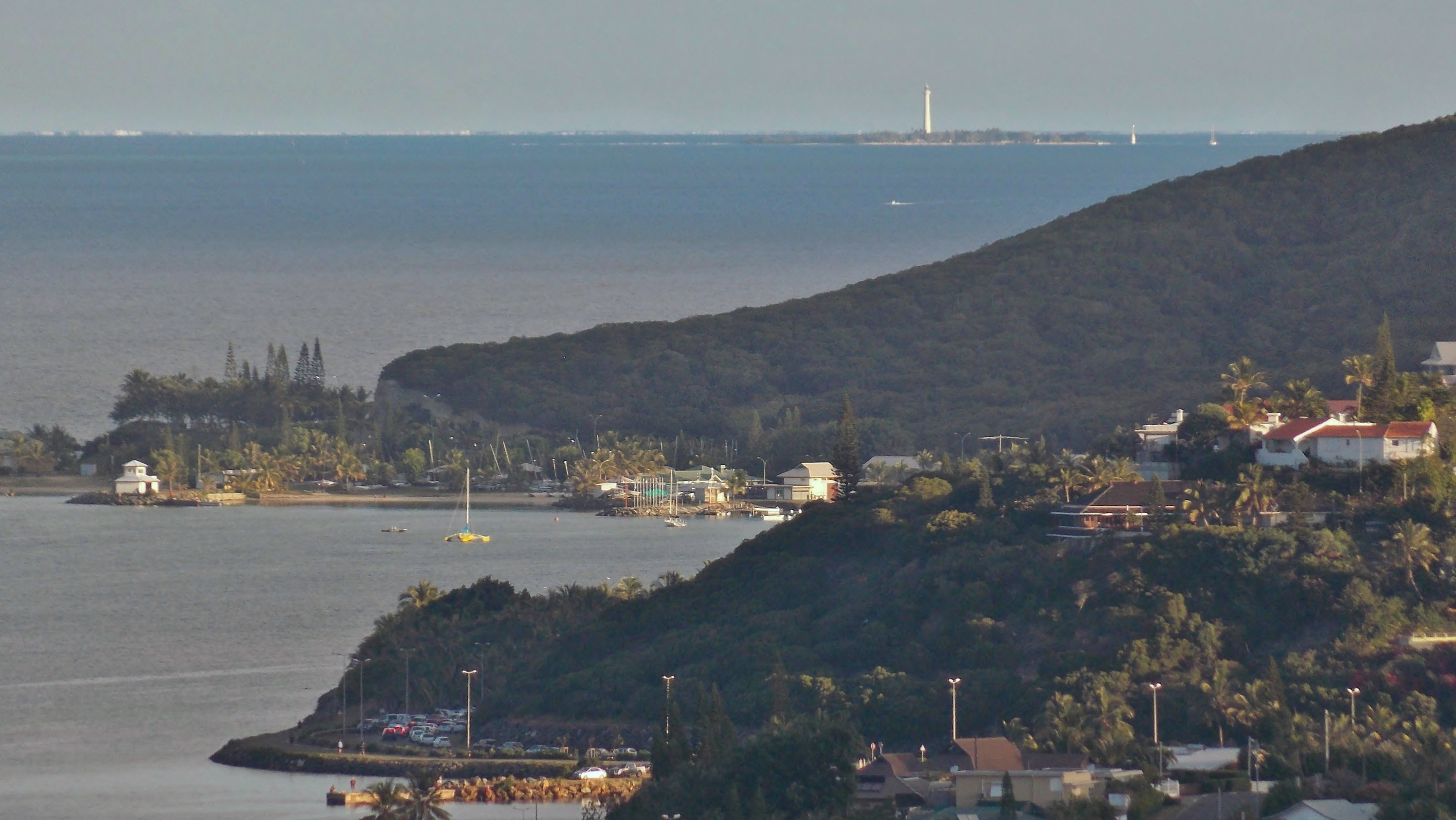
Les versants est du Ouen Toro donnant sur la promenade Pierre Vernier.

Une mine de silice a été mise en place et a permis notamment de construire en 1933 la promenade Pierre Vernier.
Le Ouen Toro a également abrité une base militaire pendant la Seconde Guerre mondiale, comme en témoigne la présence des canons situés à son sommet le plus élevé. Ils y furent installés en 1941 par l'armée australienne.
À partir de 1964, des constructions immobilières ont commencé à empiéter sur des zones au nord et à l'est de la colline.

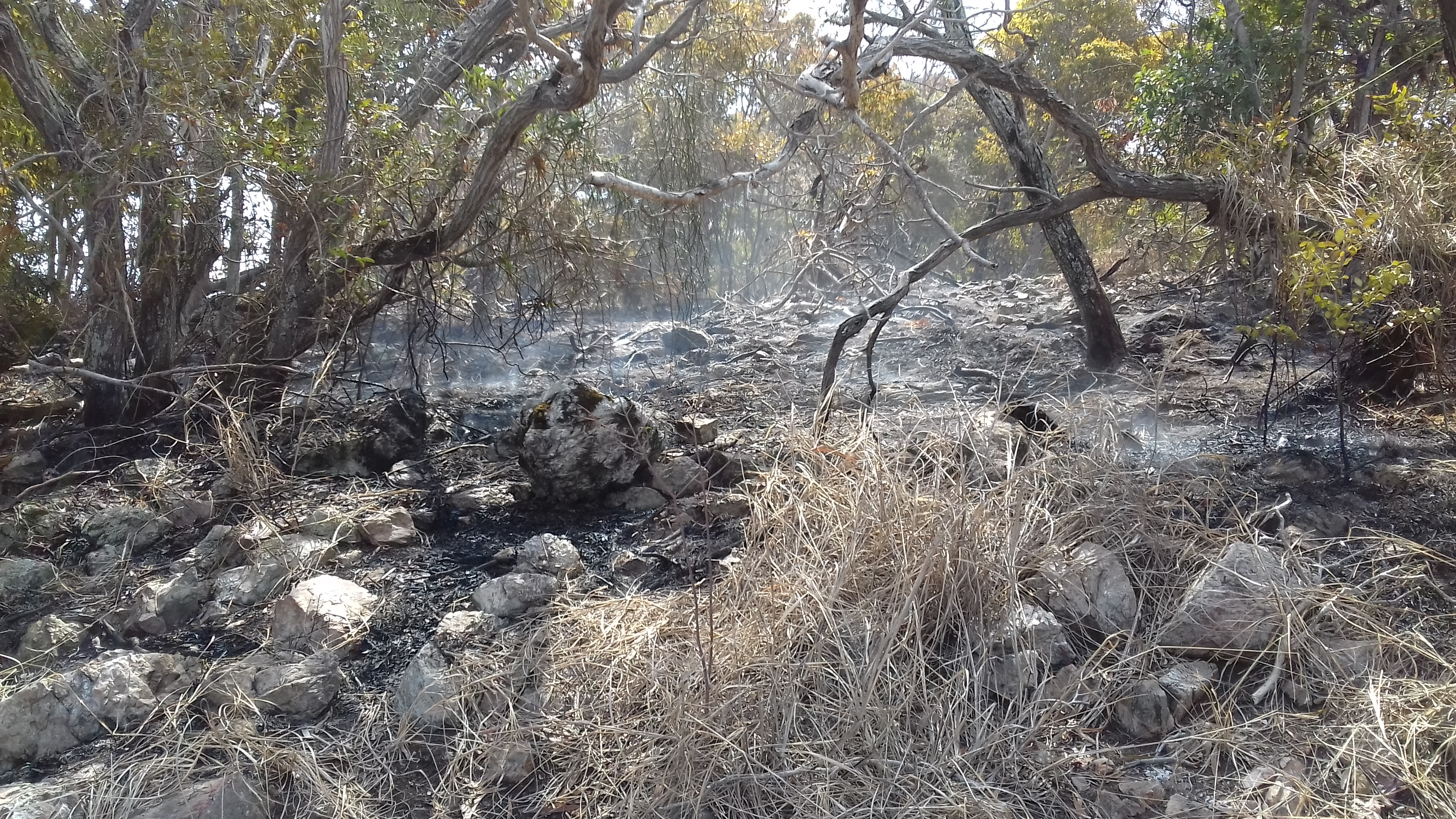
Au Ouen Toro, le lendemain des incendies du 6 décembre 2019.

En décembre 2019, le Ouen Toro subit plusieurs incendies criminels,.

## Activités

### Activités sportives

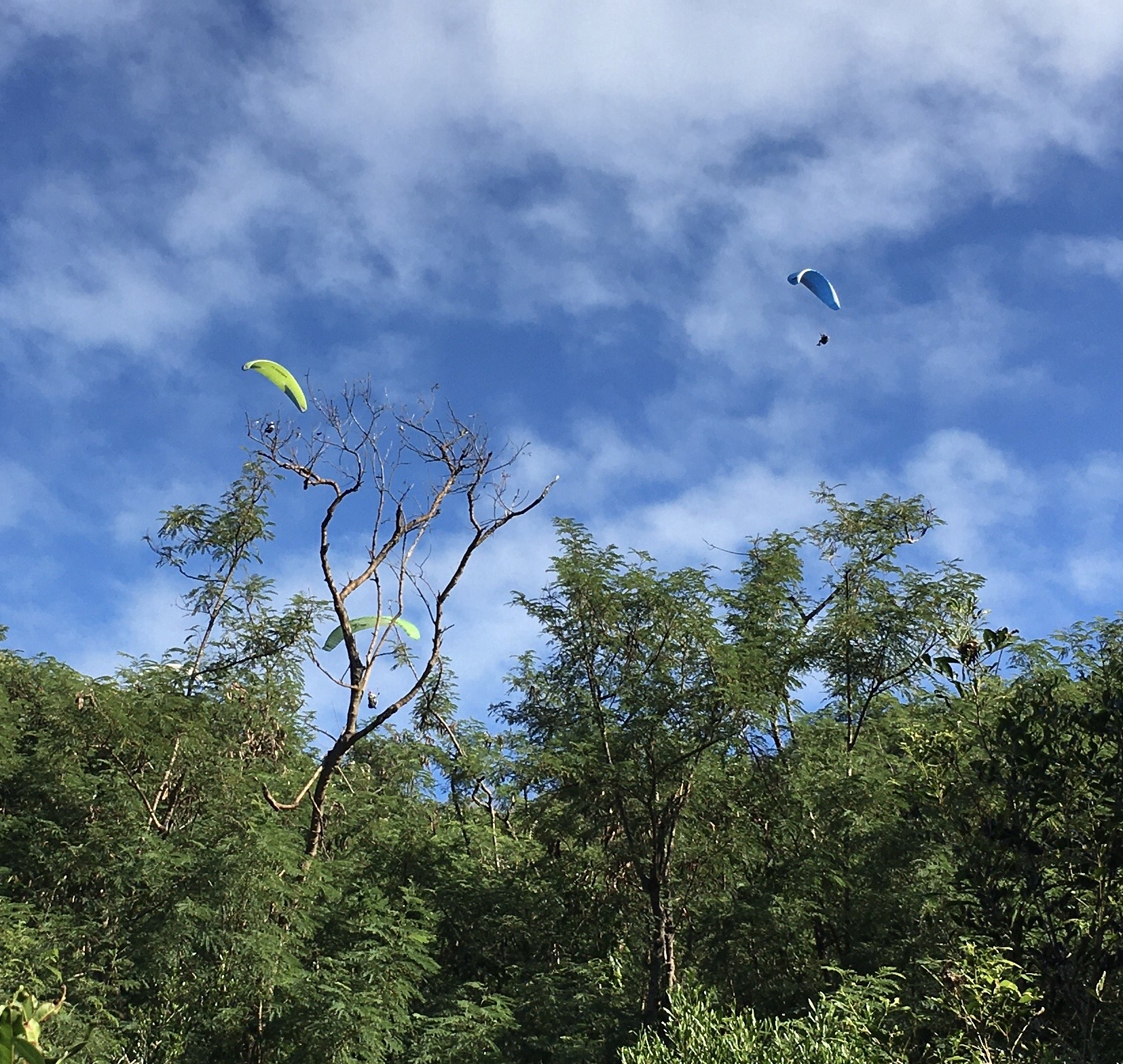
Parapentes au-dessus du Ouen Toro

La forêt du Ouen Toro est investi par les promeneurs, les joggeurs et les parapentistes. Des courses d'orientation y sont parfois organisées.
Les routes entourant et traversant le Ouen Toro sont investies par les cyclistes. Une course contre la montre a été organisée en 2020, le kilomètre du Ouen Toro.
Au pied de son versant ouest se trouve la piscine olympique du Ouen Toro, construite pour les Jeux du Pacifique de 1966.

### Fonctions résidentielles
Le Ouen Toro est en partie construit de résidences collectives ou habitats individuels, surtout sur ses flancs nord et est.

### Protection environnementale et sensibilisation
D'un point de vue environnemental, le domaine du Ouen Toro fait l'objet de mesures de protection depuis 1988. En 1989, il est classé comme parc provincial.
Depuis au moins 2005 ont lieu des actions d’éradication d’espèces envahissantes.

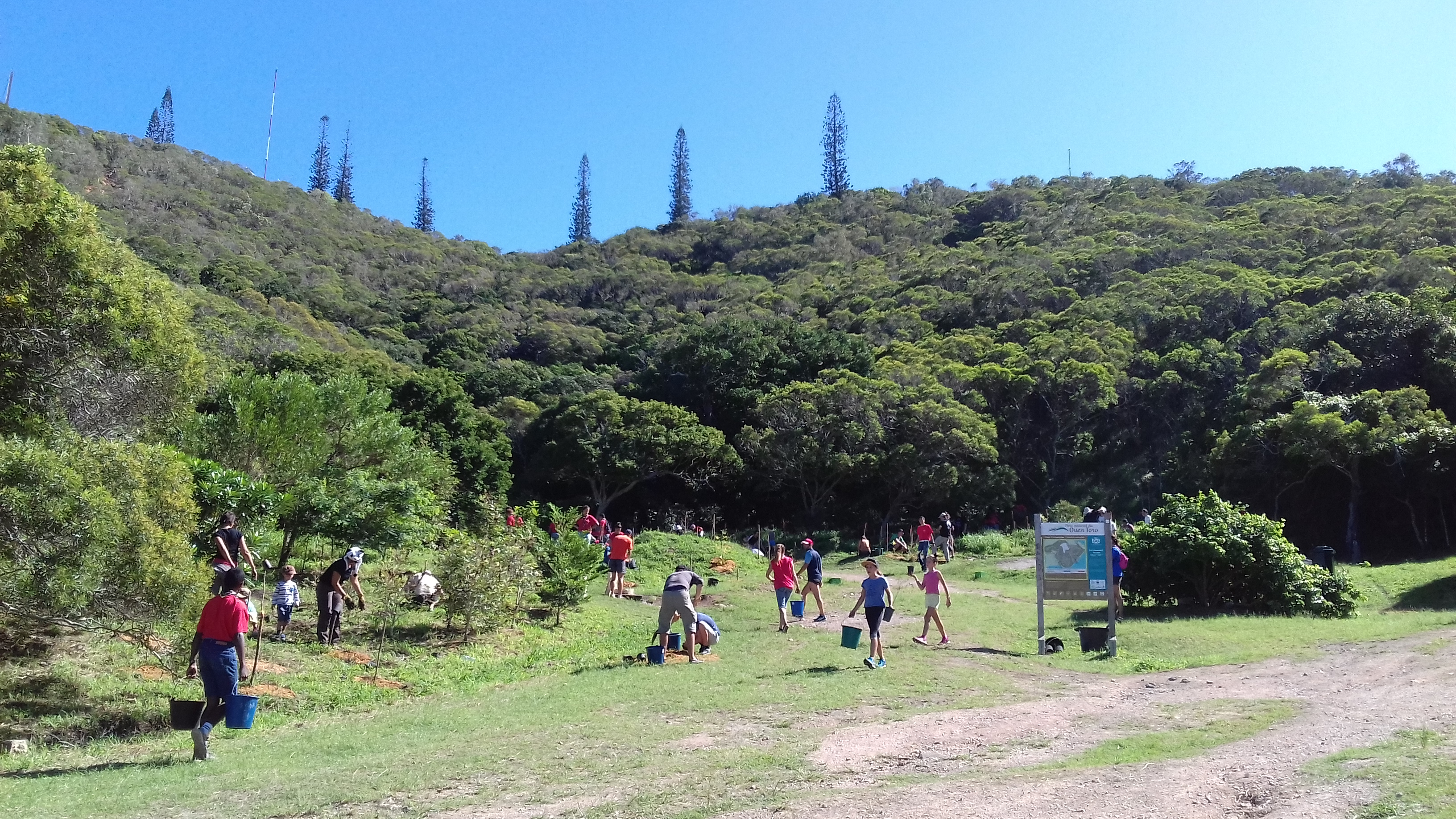
Opération de reboisement au Ouen Toro en mai 2017.

Depuis 2007, on compte également des chantiers de reboisement avec des essences de forêt sèche. Elles sont menées par la ville de Nouméa et différents partenaires institutionnels et associatifs, comme la province Sud, le Programme de conservation de la forêt sèche (PCFS), la fondation WWF et l'association Mocamana,. Outre les opérations ponctuelles de reboisement, des parrainages à long terme de parcelles sont organisés par l'antenne calédonienne du WWF. Les parcelles sont attribuées à des groupes de personnes, comme par exemple une classe de collégiens ou des membres de l'aviation civile.
En 2009, le nom d'Albert Etuvé et Lucien Audet est attribué au parc en hommage à leurs travaux pour l'environnement.
Depuis 2018, le Ouen Toro accueille la fête de la Forêt, qui met à l'honneur aussi bien la faune que la flore,.